# Öldscheitü-Mausoleum

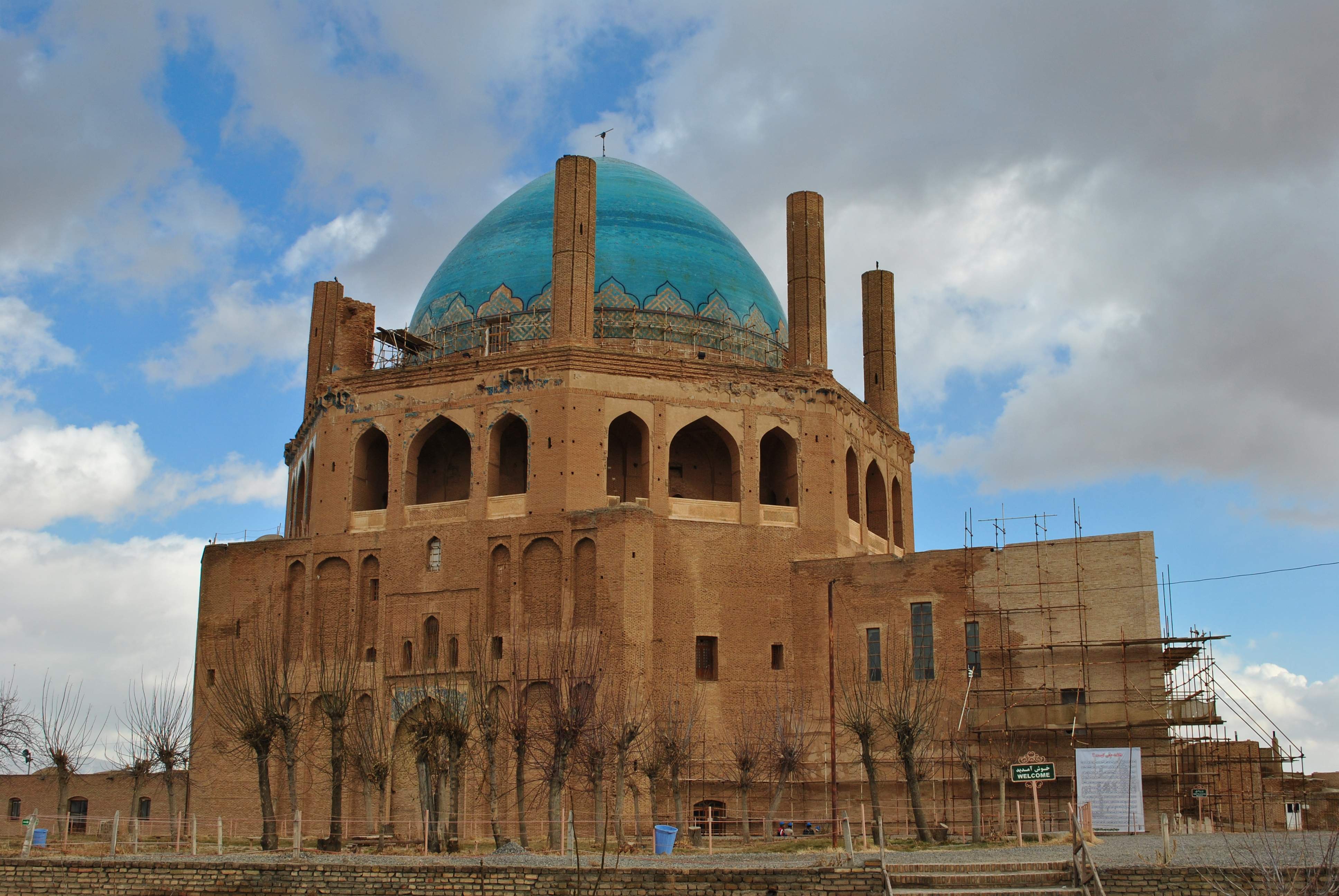
Öldscheitü-Mausoleum

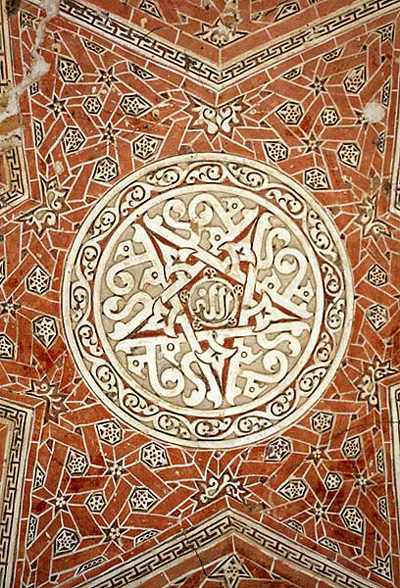
Fliesenornamente im Innern

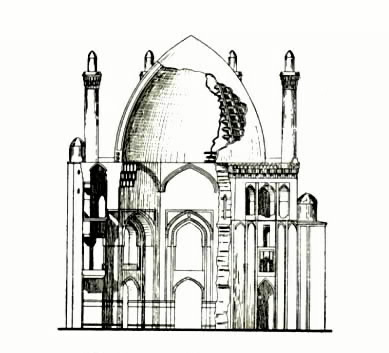
Aufriss des Öldscheitü-Mausoleums

Das heute noch zu großen Teilen erhaltene Öldscheitü-Mausoleum (persisch گنبد سلطانیه Gonbad-e Soltaniye, ‚Kuppel von Soltanije‘) wurde zwischen 1302 und 1312 vom schiitischen ilchanidischen Herrscher Öldscheitü Chodabande in Soltanije im Iran als eigenes Grabmal errichtet und war Ali ibn Abi Talib (Vetter und Schwiegersohn Mohammeds) und dessen Sohn Hossein gewidmet.
Das Gebäude wird architektonisch in eine Nachfolge zum Felsendom in Jerusalem gestellt und geht dem Taj Mahal zeitlich voraus. Es ist der einzige Überrest der einstigen Hauptstadt zur Zeit der Ilchane und beeindruckt in der Außenwirkung durch seine kompakte Architektur. Überwölbt wird das achteckige Bauwerk von einer Rundkuppel, die mit einer Höhe von 35,1 Metern zu den größten der Welt gehört. Auf dem wuchtigen Unterbau thronten auf den Eckoberkanten acht Minarette (wenig erhalten). Der Bau, bestehend aus drei Etagen, gibt darunter den mittleren, überwölbten Rundgang frei.
Beispielhaft für die sorgfältige Ausgestaltung sei der mittlere Rundgang genannt. Kreisförmige Strukturen um Kernmotive sowie florale Muster, wie man sie auch von Perserteppichen kennt, zieren den Gang ebenso wie viele Inschriften als schöne Beispiele für die verbliebene iranisch-mongolische Kunst. Besonders erwähnenswert, wenn auch kaum erhalten, sind die blauen und türkisfarbenen Kacheln, mit denen das Gebäude verkleidet war, und die breite Kufi-Inschrift am Trommelansatz der Kuppel.
Das Öldscheitü-Mausoleum wurde 2005 zusammen mit der Stadt Soltanije von der UNESCO zum Weltkulturerbe ernannt.

## Trivia
Roger Bentham Stevens, der britische Botschafter in Persien von 1954 bis 1958, gleichzeitig Autor des Buches The land of the great sophy - Land der tiefen Weisheit, bezeichnete das Bauwerk als das „erstaunlichste Bauwerk Persiens“.